# Удбина
Удбина (хорв. Udbina) — посёлок в Хорватии, в жупании Лика-Сень, центр одноимённой общины.
Население — 735 человек в посёлке и 1649 человек в общине с центром в Удбине (2001 год).
Расположен в восточной части Лики на карстовом плоскогорье Крбавско поле.
В 30 километрах к западу находится город Госпич. Рядом с посёлком проходит шоссе Карловац — Книн — Сплит. Рядом с посёлком находится небольшой аэропорт, способный принимать малые самолёты. Удбинский аэропорт — единственный в гористой Лике. Во времена СФРЮ здесь располагалась база ВВС.

## История
9 сентября 1493 года на Крбавском поле рядом с современной Удбиной состоялась Битва при Крбаве, в которой хорватская армия была наголову разбита турками. Лика была оккупирована Османской империей в период 1527—1699 годов. На её территории был образован Личский санджак, куда входила и Удбина. После освобождения от турок в сильно опустевшую Лику стали стекаться переселенцы, главным образом, сербы, которые с того момента стали составлять большинство населения региона.
В годы Второй мировой войны Удбина входила в состав созданного усташами Независимого государства Хорватия. В 1942 году сербы были выселены из города. Православная церковь Святого Николая была разрушена.
Ещё раз в центре боевых действий Удбина оказалась в конце XX века, когда она входила в состав самопровозглашённой Республики Сербская Краина. Удбинская база ВВС использовалась краинскими сербами в военных целях. В ноябре 1994 года аэродром бомбила авиация НАТО. Удбина была реинтегрирована в состав Хорватии в ходе Операции «Буря». Большая часть сербов после этого покинула посёлок, однако многие вернулись после 1998 года.

## Население
По данным переписи населения 2001 года в общине Удбина 51 % населения — хорваты и 45 % — сербы.